# Свештеник
Свештеник је општи назив за црквена лица која су оспособљене за вршење црквених обреда и богослужења. Користи се и назив поп, али он може имати погрдну конотацију.
У Православној и Католичкој цркви, свештеник је и чин у црквеној јерархији између ђакона и епископа (бискупа).

## Етимологија
У хришћанству је свештеник носилац црквене службе, реч свештеник потиче од (грч. πρεσβύτερος — „свештеник, старешина, старац”). Свештеници презвитери у хришћанским заједницама одређени су за пастире Духом Светим (Дап. 20,28). Они имају пастирску улогу, заступници и молитвеници пред Богом.

## Историја
Свештеника код православних хришћана рукополаже епископ. Свештеник прима антиминс од свога епископа, чије име спомиње на Литургији. Свештеник је свештенослужитељ, проповедник и пастир (1Тим. 4,13 ). Он води верни народ ка Христу. У неким цивилизацијама, свештенство, је било вишеструко повлашћено и обављало је улоге врача, чаробњака, лекара, учитеља, судије, тумача традиције и свега осталог у домену духовног живота.
У Месопотамији и Египту улогу врховног првосвештеника је имао краљ (фараон), а њему је помагао хијерархијски устројен клир који је чинио касту. Код Јевреја, у племену Леви које се сматрало изабраним, свештенички чин је био наследан. Код Римљана, свештеник је имао и политичку власт и биран је само из патрицијских фамилија. Високи свештеници су називани понтифици (лат. pontifices), а највиши свештеник је имао титулу понтифекс максимус (лат. pontifex maximus).
У Персији велики углед су имали маги, а у хиндуизму брахмани. У античкој Грчкој свештеници нису играли толико велику улогу. Они су били службеници светилишта, односно бога коме је било посвећено светилиште. Женска божанства су имале свештенице. Свештеници су били веома утицајни у племенском животу старих Германа и Келта и они су носили назив друиди. Свештеник се код старих Словена, у литератури, називао жрец.
У раном хришћанству се јавља мисао о свештеничком позиву свих верника (коју су касније следили протестанти), међутим, врло брзо се ствара хијерархијски ред свештенства (презвитер, јереј, бискуп, митрополит и патријарх).
Већина заједница насталих након реформације не познаје појам свештеника у традиционалном смислу и облику. У тим верским заједницама руководе духовници, пастори, проповедници, а у Цркви Енглеске у новије време и жене могу обављати улогу свештеника.

### Древни свештеници и свештенице
- Сумерски (акад. entu), укључујући Енхедуану (око 23. век пре нове ере), биле су свештенице највишег ранга које су се одликовале посебном церемонијалном одећом и имале једнак статус као и високи свештеници. Оне су поседовале имовину, обављале послове и покренуле хиерос гамос са свештеницима и краљевима.[3]
- Надиту су служиле као свештенице у храмовима Инане у граду Уруку. Регрутоване су из највиших породица у земљи и очекивало се да остану без деце, поседују имовину и обављају послове.
- Сумерска реч nin, EREŠ на акадском, је знак за „дама“. nin.dingir (акадски entu), дословно „божанска дама”, свештеница.
- У сумерским епским текстовима као што су „Енмеркар и господар Арате“, ну-гиг су биле свештенице у храмовима посвећеним Инани и можда су упућивање на саму богињу.[4]
- Пуаби од Ура је била акадска краљица или свештеница. У неколико других сумерских градова-држава, владајући гувернер или краљ је такође био главни свештеник са чином енси, као на пример у Лагашу.
- Контрола над светим градом Нипуром и његовим храмским свештенством генерално је значила хегемонију над већим делом Сумера, као што је наведено на Списку сумерских краљева; у једном тренутку, свештенство Нипура доделило је титулу краљице Сумера Кугбау, популарној гостионичарки из оближњег Киша (који је касније обожен као Кубаба).
- У Хебрејској Библији хебр. קְדֵשָׁה qědēšā,[5]] изведено из корена Q-D-Š[6] биле су свете проститутке које се обично повезују са богињом Ашером.
- Квадишту је служио у храмовима сумерске богиње Кетеш.
- Иштариту се специјализовао за уметност плеса, музике и певања и служили су у храмовима Иштар.[7]
- У Епу о Гилгамешу, свештеница Шамхат, храмска проститутка, укротила је дивљег Енкида после „шест дана и седам ноћи“.
- Герараj, четрнаест атинских матрона Диониса, председавала је жртвама и учествовала на фестивалима Антестерије.

### Древни Египат
У древној египатској религији, право и обавеза интеракције са боговима припадали су фараону. Он је ту дужност пренео на свештенике, који су заправо били бирократе овлашћени да делују у његово име. Свештеници су запошљавали храмове широм Египта, дајући приносе култним сликама у којима се веровало да се настањују богови и обављајући друге ритуале у њихову корист. Мало се зна о томе каква је обука била потребна од свештеника, а на избор особља за положаје утицао је замршен скуп традиција, иако је фараон имао последњу реч. У Новом краљевству Египта, када су храмови поседовали велика имања, првосвештеници најважнијег култа — култа Амона у Карнаку — били су важне политичке личности.